# John Baldwin (bokser)
John Lee Baldwin (ur. 26 sierpnia w Detroit) – amerykański bokser, medalista olimpijski z 1968.

## Kariera w boksie amatorskim
Walczył w wadze lekkośredniej (do 71 kg). Zdobył w niej brązowy medal igrzyskach olimpijskich w 1968 w Meksyku po wygraniu dwóch walk i porażce w półfinale z późniejszym srebrnym medalistą Rolando Garbeyem z Kuby.
Był wicemistrzem Stanów Zjednoczonych w wadze lekkośredniej w 1968.

## Kariera w boksie zawodowym
Przeszedł na zawodowstwo w 1970. Spośród pierwszych 31 walk wygrał 30, a 1 uznano za nieodbytą. W kolejnej  w listopadzie 1975 doznał pierwszej porażki, ulegając na punkty Marvinovi Haglerowi. Później stoczył jeszcze 7 walk w latach 1977–1979, z których wygrał 3, a przegrał 4. Pokonali go m.in. Ayub Kalule i Marvin Johnson. Nigdy nie walczył o tytuł mistrza świata.